# ATC R03 – Az obstruktív légúti betegségek gyógyszerei
Az ATC R03 – Az obstruktív légúti betegségek gyógyszerei a gyógyszerek anatómiai, gyógyászati és kémiai osztályozási rendszerének (ATC) egyik alcsoportja.
| ATC R   | Légzőrendszer                            |
| ------- | ---------------------------------------- |
| ATC R01 | Nazális gyógyszerkészítmények            |
| ATC R02 | Gégészeti gyógyszerkészítmények          |
| ATC R03 | Obstruktív légúti betegségek gyógyszerei |
| ATC R05 | Köhögés és meghűlés gyógyszerei          |
| ATC R06 | Szisztémás antihisztaminok               |
| ATC R07 | Egyéb légzőrendszerre ható készítmények  |

## R03A Adrenerg inhaláló szerek

### R03AA Alfa- és béta-adrenoreceptor agonisták
| ATC     | Magyar    | INN         | Gyógyszerkönyv     |
| ------- | --------- | ----------- | ------------------ |
| R03AA01 | Adrenalin | Epinephrine | Adrenalini tartras |

### R03AB 	Nem-szelektív béta-adrenoreceptor agonisták
| ATC     | Magyar       | INN           | Gyógyszerkönyv                                   |
| ------- | ------------ | ------------- | ------------------------------------------------ |
| R03AB02 | Izoprenalin  | Isoprenaline  | Isoprenalini hydrochloridum, Isoprenalini sulfas |
| R03AB03 | Orciprenalin | Orciprenaline | Orciprenalini sulfas                             |

### R03AC 	Szelektív béta2-adrenoreceptor agonisták
| ATC     | Magyar       | INN           | Gyógyszerkönyv                   |
| ------- | ------------ | ------------- | -------------------------------- |
| R03AC02 | Szalbutamol  | Salbutamol    | Salbutamolum, Salbutamoli sulfas |
| R03AC03 | Terbutalin   | Terbutaline   | Terbutalini sulfas               |
| R03AC04 | Fenoterol    | Fenoterol     | Fenoteroli hydrobromidum         |
| R03AC05 | Rimiterol    | Rimiterol     |                                  |
| R03AC06 | Hexoprenalin | Hexoprenaline |                                  |
| R03AC07 | Izoetarin    | Isoetarine    |                                  |
| R03AC08 | Pirbuterol   | Pirbuterol    |                                  |
| R03AC09 | Tretokinol   | Tretoquinol   |                                  |
| R03AC10 | Karbuterol   | Carbuterol    |                                  |
| R03AC11 | Tulobuterol  | Tulobuterol   |                                  |
| R03AC12 | Szalmeterol  | Salmeterol    | Salmeteroli xinafoas             |
| R03AC13 | Formoterol   | Formoterol    | Formoteroli fumaras dihydricus   |
| R03AC14 | Klenbuterol  | Clenbuterol   | Clenbuteroli hydrochloridum      |
| R03AC15 | Reproterol   | Reproterol    |                                  |
| R03AC16 | Prokaterol   | Procaterol    |                                  |
| R03AC17 | Bitolterol   | Bitolterol    |                                  |
| R03AC18 | Indakaterol  | Indacaterol   |                                  |
| R03AC19 | Olodaterol   | Olodaterol    |                                  |

### R03AK Adrenerg szerek és az obstruktív légúti betegségek egyéb gyógyszerei
R03AK01 Adrenalin és egyéb szerek obstruktív légúti betegségek ellen
R03AK02 Izoprenalin és egyéb szerek obstruktív légúti betegségek ellen
R03AK04 Szalbutamol és nátrium-kromoglikát
R03AK05 Reproterol és nátrium-kromoglikát
R03AK06 Szalmeterol és flutikazon
R03AK07 Formoterol és budezonid
R03AK08 Formoterol és beklometazon
R03AK09 Formoterol és mometazon
R03AK10 Vilanterol és flutikazon-furoát
R03AK11 Formoterol és flutikazon

### R03AL Adrenerg és antikolinerg szerek kombinációi
R03AL01 Fenoterol és ipratrópium-bromid
R03AL02 Szalbutamol és ipratrópium-bromid
R03AL03 Vilanterol és umeklidinium-bromid
R03AL04 Indakaterol és glikopirrónium-bromid
R03AL05 Formoterol és aklidinium-bromid

## R03B Obstruktív légúti betegségek egyéb gyógyszerei, inhaláló szerek

### R03BAGlukokortikoidok
| ATC     | Magyar            | INN                 | Gyógyszerkönyv            |
| ------- | ----------------- | ------------------- | ------------------------- |
| R03BA01 | Beklometazon      | Beclometasone       | Beclometasoni dipropionas |
| R03BA02 | Budezonid         | Budesonide          | Budesonidum               |
| R03BA03 | Flunizolid        | Flunisolide         |                           |
| R03BA04 | Betametazon       | Betamethasone       | Betamethasonum            |
| R03BA05 | Flutikazon        | Fluticasone         | Fluticasoni propionas     |
| R03BA06 | Triamcinolon      | Triamcinolone       | Triamcinolonum            |
| R03BA07 | Mometazon         | Mometasone          | Mometasoni furoas         |
| R03BA08 | Ciklezonid        | Ciclesonide         |                           |
| R03BA09 | Flutikazon-furoát | Fluticasone furoate |                           |

### R03BB 	Antikolinerg szerek
| R03BB01 | Ipratropium-bromide             | Ipratropium bromide             | Ipratropii bromidum                         |
| R03BB02 | Oxitropium-bromid               | Oxitropium bromide              |                                             |
| R03BB03 | Csattanó maszlag-készítmények   | Stramoni preparations           | Stramonii folium, Stramonii pulvis normatus |
| R03BB04 | Tiotropium-bromid               | Tiotropium bromide              |                                             |
| R03BB05 | Aklidinium-bromid               | Aclidinium bromide              |                                             |
| R03BB06 | Glikopirrónium-bromid           | Glycopyrronium bromide          |                                             |
| R03BB07 | Umeklidinium-bromid             | Umeclidinium bromide            |                                             |
| R03BB54 | Tiotropium-bromid kombinációban | Tiotropium-bromid kombinációban |                                             |

### R03BC Antiallergikumok, kivéve a kortikoszteroidokat
| ATC     | Magyar         | INN              | Gyógyszerkönyv |
| ------- | -------------- | ---------------- | -------------- |
| R03BC01 | Kromoglicinsav | Cromoglicic acid |                |
| R03BC03 | Nedokromil     | Nedocromil       |                |

### R03BXObstruktív légúti betegségek egyéb gyógyszerei, inhaláló szerek
| ATC     | Magyar    | INN        | Gyógyszerkönyv |
| ------- | --------- | ---------- | -------------- |
| R03BX01 | Fenspirid | Fenspiride |                |

## R03C 	Szisztémás adrenerg szerek

### R03CAAlfa- és béta-adrenoreceptor agonisták
| ATC     | Magyar  | INN       | Gyógyszerkönyv                                                                                              |
| ------- | ------- | --------- | --- |
| R03CA02 | Efedrin | Ephedrine | Ephedrini hydrochloridum, Ephedrini racemici hydrochloridum, Ephedrinum anhydricum, Ephedrinum hemihydricum |

### R03CB Nem-szelektív béta-adrenoreceptor agonisták
| ATC     | Magyar                     | INN                        | Gyógyszerkönyv                                   |
| ------- | -------------------------- | -------------------------- | ------------------------------------------------ |
| R03CB01 | Izoprenalin                | Isoprenaline               | Isoprenalini hydrochloridum, Isoprenalini sulfas |
| R03CB02 | Metoxifenamin              | Methoxyphenamine           |                                                  |
| R03CB03 | Orciprenalin               | Orciprenaline              | Orciprenalini sulfas                             |
| R03CB51 | Izoprenalin kombinációban  | Izoprenalin kombinációban  |                                                  |
| R03CB53 | Orciprenalin kombinációban | Orciprenalin kombinációban |                                                  |

### R03CC Szelektív béta2-adrenoreceptor agonisták
| ATC     | Magyar                   | INN                      | Gyógyszerkönyv                   |
| ------- | ------------------------ | ------------------------ | -------------------------------- |
| R03CC02 | Szalbutamol              | Salbutamol               | Salbutamolum, Salbutamoli sulfas |
| R03CC03 | Terbutalin               | Terbutaline              | Terbutalini sulfas               |
| R03CC04 | Fenoterol                | Fenoterol                | Fenoteroli hydrobromidum         |
| R03CC05 | Hexoprenalin             | Hexoprenaline            |                                  |
| R03CC06 | Izoetarin                | Isoetarine               |                                  |
| R03CC07 | Pirbuterol               | Pirbuterol               |                                  |
| R03CC08 | Prokaterol               | Procaterol               |                                  |
| R03CC09 | Tretokinol               | Tretoquinol              |                                  |
| R03CC10 | Karbuterol               | Carbuterol               |                                  |
| R03CC11 | Tulobuterol              | Tulobuterol              |                                  |
| R03CC12 | Bambuterol               | Bambuterol               | Bambuteroli hydrochloridum       |
| R03CC13 | Klenbuterol              | Clenbuterol              | Clenbuteroli hydrochloridum      |
| R03CC14 | Reproterol               | Reproterol               |                                  |
| R03CC53 | Terbutalin kombinációban | Terbutalin kombinációban |                                  |

## R03D 	Obstruktív légúti betegségek egyéb gyógyszerei, szisztémás szerek

### R03DA 	Xantinok
| ATC     | Magyar                                                | INN                                                   | Gyógyszerkönyv                                        |
| ------- | ----------------------------------------------------- | ----------------------------------------------------- | ----------------------------------------------------- |
| R03DA01 | Diprofillin                                           | Diprophylline                                         | Diprophyllinum                                        |
| R03DA02 | Kolin teofillinát                                     | Choline theophyllinate                                |                                                       |
| R03DA03 | Proxifillin                                           | Proxyphylline                                         | Proxyphyllinum                                        |
| R03DA04 | Teofillin                                             | Theophylline                                          | Theophyllinum                                         |
| R03DA05 | Aminofillin                                           | Aminophylline                                         |                                                       |
| R03DA06 | Etamifillin                                           | Etamiphylline                                         |                                                       |
| R03DA07 | Teobromin                                             | Theobromine                                           | Theobrominum                                          |
| R03DA08 | Bamifillin                                            | Bamifylline                                           |                                                       |
| R03DA09 | Acefillin piperazin                                   | Acefylline piperazine                                 |                                                       |
| R03DA10 | Bufillin                                              | Bufylline                                             |                                                       |
| R03DA11 | Doxofillin                                            | Doxofylline                                           |                                                       |
| R03DA20 | Xantinok kombinációban                                | Xantinok kombinációban                                |                                                       |
| R03DA51 | Diprofillin kombinációban                             | Diprofillin kombinációban                             |                                                       |
| R03DA54 | Teofillin kombinációban, kivéve a pszicholeptikumokat | Teofillin kombinációban, kivéve a pszicholeptikumokat | Teofillin kombinációban, kivéve a pszicholeptikumokat |
| R03DA55 | Aminofillin kombinációban                             | Aminofillin kombinációban                             |                                                       |
| R03DA57 | Teobromin kombinációban                               | Teobromin kombinációban                               |                                                       |
| R03DA74 | Teofillin pszicholeptikumokkal kombinációban          | Teofillin pszicholeptikumokkal kombinációban          | Teofillin pszicholeptikumokkal kombinációban          |

### R03DB Xantinok és adrenerg szerek
R03DB01 Diprofillin és adrenerg szerek
R03DB02 Kolin teofillinát és adrenerg szerek
R03DB03 Proxifillin és adrenerg szerek
R03DB04 Teofillin és adrenerg szerek
R03DB05 Aminofillin és adrenerg szerek
R03DB06 Etamifillin és adrenerg szerek

### R03DC 	Leukotrién receptor antagonisták
| ATC     | Magyar                     | INN                        | Gyógyszerkönyv |
| ------- | -------------------------- | -------------------------- | -------------- |
| R03DC01 | Zafirlukaszt               | Zafirlukast                |                |
| R03DC02 | Pranlukaszt                | Pranlukast                 |                |
| R03DC03 | Montelukaszt               | Montelukast                |                |
| R03DC04 | Ibudilaszt                 | Ibudilast                  |                |
| R03DC53 | Montelukaszt kombinációban | Montelukaszt kombinációban |                |

### R03DX Egyéb szisztémás szerek obstruktív légúti betegségek ellen
| ATC     | Magyar        | INN         | Gyógyszerkönyv |
| ------- | ------------- | ----------- | -------------- |
| R03DX01 | Amlexanox     | Amlexanox   |                |
| R03DX02 | Eprozinol     | Eprozinol   |                |
| R03DX03 | Fenspirid     | Fenspiride  |                |
| R03DX05 | Omalizumab    | Omalizumab  |                |
| R03DX06 | Szeratrodaszt | Seratrodast |                |
| R03DX07 | Roflumilaszt  | Roflumilast |                |